# Hexamethoxymethylmelamin
Hexamethoxymethylmelamin (HMMM) ist eine chemische Verbindung aus der Gruppe der Melaminharze und wird für Formulierungen von Lacken verwendet. Der Name leitet sich von seiner molekularen Struktur ab, die Abkürzung von Hexamethoxymethylmelamin. Hexamethoxymethylmelamin basiert auf Melamin, welches drei Aminogruppen enthält, welche mit Formaldehyd methyloliert und anschließend mit Methanol verethert sind. HMMM zählt zur Klasse der Aminoplastharze.

## Gewinnung und Darstellung
Hexamethoxymethylmelamin wird auf Basis von Melamin synthetisiert. Durch Umsetzung mit sechs Äquivalenten Formaldehyd in einem geeigneten Lösemittel erhält man ein voll methyloliertes Melamin. Dies ist ein reiner Additionsschritt. Durch weiteres Umsetzen mit Methanol entsteht unter Wasserabspaltung HMMM. Eine Trennung der beiden Umsetzungsschritte ist nicht nötig, so kann HMMM zum Beispiel mit Methanol als Lösemittel im Überschuss synthetisiert werden. Die Synthese findet bei leicht erhöhten Temperaturen von rund 80 °C statt.
Je nach Reaktionsführung entstehen oligomere Moleküle, welche mitunter einen großen Einfluss auf die erhaltenen Eigenschaften des Produktes haben können. Oligomere Moleküle entstehen durch Selbstkondensation des methylolierten Melamins.

## Eigenschaften
HMMM-Harze haben eine breite Löslichkeit und sind zudem wasserlöslich. Dies unterscheidet HMMM von Aminoharzen, welche mit hohen Anteilen von Butanol, oder anderen unpolaren Resten, als Veretherungsmittel synthetisiert sind. Aufgrund der relativ geringen Molmasse sind HMMM-Harze sehr niedrigviskos und kommen deshalb häufig als Co-Bindemittel in sogenannten High-Solid-Lacken zum Einsatz. Die im Lackbereich genutzten HMMM-Harze haben einen Festkörper von nahezu 100 % was sie wiederum für den Einsatz in High-Solid-Lacken prädestiniert, da kaum Lösemittel in das Produkt eingeschleppt wird.
Bei Raumtemperatur ist HMMM ein Feststoff. Sind, durch den Syntheseweg, geringe oligomere Anteile von HMMM im Produkt enthalten so ist es flüssig. Es handelt sich dann nicht mehr um reines und chemisch einheitliches HMMM wird jedoch häufig als HMMM oder HMMM-Harz bezeichnet.

## Verwendung
Harze auf Basis von Hexamethoxymethylmelamin werden meist für Formulierungen von Lacken genutzt. Aufgrund der breiten Löslichkeit können HMMM-Harze sowohl in Wasserlacken als auch in konventionellen Lacksystemen zum Einsatz kommen. Da es sich um ein vollverethertes Melaminharz handelt wird zur Vernetzung ein Katalysator verwendet, da sonst hohe Temperaturen für die Reaktion nötig wären. Die niedrige Reaktivität ist auch der Grund dafür, dass HMMM-Harze kaum in anderen Bereichen Anwendung finden.
Bei Einsatz in lösemittelhaltigen Lacksystemen können, durch die niedrigviskosen Eigenschaften, Lacksysteme mit hohem Verarbeitungsfestkörper erreicht werden.

## Sicherheit
Wie auch die physikalischen Eigenschaften hängen auch die sicherheitsrelevanten Daten stark vom Herstellungsprozess ab. Ausschlaggebend für die Sicherheit sind zum einen die Lieferform (Lösemittelanteil) sowie der Anteil an freiem Formaldehyd, welches krebserzeugend ist.